# در سروران (نرغسان)
در سروران (بالفارسية: درسروران) هي قرية تقع في إيران في قسم نرغسان الریفي. يقدر عدد سكانها بـ 19 نسمة .